# 252. Infanterie-Division (Wehrmacht)
La 252. Infanterie-Division fu una divisione dell'esercito tedesco attiva durante la seconda guerra mondiale, che venne creata nel 1939 e fu impiegata nella campagna di Polonia, nella campagna di Francia e sul fronte orientale, dove fu sciolta nel 1945.

## Storia

### Formazione, campagna di Polonia e campagna di Francia
La divisione fu costituita il 26 agosto 1939 ed all'inizio della campagna di Polonia fu spostata sul fronte, ma non è intervenuta nei combattimenti ed alla fine ha raggiunto Posen. Nel dicembre 1939 venne spostata nella sezione di Blies, tra la Saar ed il Palatinato ed all'inizio della campagna di Francia, rimase nelle sue posizioni. Il 14 giugno 1940 sfondò alcune fortificazioni della linea Maginot, poi attraversò il Reno, la Marna ed infine l'attaccò Badonviller, nei Vosgi. Venne spostata in Polonia nel luglio 1940 e l'8 ottobre un terzo della divisione fu ceduto alla 134. Infanterie-Division.

### Fronte orientale
Dal 22 giugno 1941 prese parte all'operazione Barbarossa, attaccando dalla zona di Mielnik a quella di Slonim, per poi avanzare nell'area di Rosslavl, attraverso Bobruisk, Rogachev, Propuisk e Krichev. Dopo un breve ristoro partecipò all'attacco su Mosca, combattendo a Spas-Demensk, che venne raggiunta attraverso il Desna. La divisione è quindi avanzata nell'area di Mohaisk per essere schierata sul bordo orientale della sacca di Vyaz'ma. Rimase in questa zona fino al febbraio 1943, quando dovette ritirarsi sul Pronja e poi vicino a Gorodok. A cavallo tra il 1943 ed il 1944 nella zona di Nevel seguirono pesanti battaglie difensive e dal 4 aprile 1944 la divisione fu riorganizzata. Dopo l'inizio dell'operazione Bagration il 22 giugno 1944, la divisione dovette ritirarsi attraverso la Lituania fino al Narew. Nel 1945 la divisione si ritirò nella Prussia occidentale e combatté a Briesen, Graudenz ed alla fine raggiunse Danzica, dove il grosso della divisione, fu fatto prigioniero dalle truppe dell'Armata Rossa.

## Ordine di battaglia

### 252. Infanterie-Division  1939
- Infanterie-Regiment 452
- Infanterie-Regiment 461
- Infanterie-Regiment 472
- Artillerie-Regiment 252
- Pionier-Bataillon 252
- Panzerabwehr-Abteilung 252
- Aufklärungs-Abteilung 252
- Infanterie-Divisions-Nachrichten-Abteilung 252
- Infanterie-Divisions-Nachschubführer 252[1]

### 252. Infanterie-Division luglio 1944
- Grenadier-Regiment 7
- Grenadier-Regiment 461
- Grenadier-Regiment 472
- Divisions-Bataillon 252
- Artillerie-Regiment 252
- Pionier-Bataillon 252
- Feldersatz-Bataillon 252
- Panzerabwehr-Abteilung 252
- Infanterie-Divisions-Nachrichten-Abteilung 252
- Infanterie-Divisions-Nachschubführer 252[1]

## Decorazioni
Alcuni soldati della 252. Infanterie-division furono premiati per le loro azioni in guerra:
- Croce Tedesca
  - in oro: 27
  - in argento: 1
- Croce di Cavaliere della croce di ferro: 13
  - Croce di Cavaliere con foglie di quercia: 1
- Distintivo per combattimenti ravvicinati:
  - in bronzo: 4

## Comandanti
- Generalleutnant Diether von Boehm-Bezing, (26 agosto 1939 - 4 febbraio 1942)
- Generalleutnant Hans Schaefer (5 febbraio 1942 - 23 gennaio 1943)
- Generalleutnant Walter Melzer (24 gennaio 1943 - 8 dicembre 1944)
- Generalleutnant Paul Dreckmann (9 ottobre 1944 - 23 marzo 1945)
- Oberst von Unold (24 marzo 1945 - 8 maggio 1945)[1]